# Kanton Saint-Pierre-des-Corps
Der Kanton Saint-Pierre-des-Corps ist seit 1973 ein französischer Wahlkreis im Arrondissement Tours, im Département Indre-et-Loire und in der Region Centre-Val de Loire.

## Gemeinden
Der Kanton besteht aus zwei Gemeinden mit insgesamt 30.773 Einwohnern (Stand: 1. Januar 2022) auf einer Gesamtfläche von 24,53 km²:
| Gemeinde                      | Einwohner 1. Januar 2022 | Fläche km² | Dichte Einw./km² | Code INSEE | Postleitzahl |
| ----------------------------- | ------------------------ | ---------- | ---------------- | ---------- | ------------ |
| Saint-Avertin                 | 15.075                   | 13,25      | 1.138            | 37208      | 37550        |
| Saint-Pierre-des-Corps        | 15.698                   | 11,28      | 1.392            | 37233      | 37700        |
| Kanton Saint-Pierre-des-Corps | 30.773                   | 24,53      | 1.255            | 3714       | –            |

Bis zur landesweiten Neuordnung der französischen Kantone im März 2015 gehörten zum Kanton Saint-Pierre-des-Corps einzig die Gemeinde Saint-Pierre-des-Corps. Sein Zuschnitt entsprach einer Fläche von 11,28 km2. Er besaß vor 2015 den INSEE-Code 3730.